# Gennaro Boltri
Gennaro Boltri, talvolta riportato come Genaro Boltri (Napoli, 1730 – Madrid, 8 aprile 1788), è stato un pittore e miniaturista italiano.

## Biografia
Formatosi presso la scuola di Francisco Tomachello, venne assunto nel 1756 da Carlo VII di Napoli, che divenne tre anni più tardi Carlo III di Spagna, come pittore per la Real Fabbrica di Capodimonte. Quando il re tornò a Madrid per ricevere la corona dell'impero spagnolo, Boltri decise di trasferirsi anch'egli nella città spagnola; qui, realizzò diversi ritratti in miniatura della famiglia reale, nonché di cavalieri e di nobili di corte. Alcune delle sue opere sono esposte al Museo del Prado e al Museo Lázaro Galdiano, a Madrid; a Boltri è stata inoltre dedicata una via di Roma.